# Gran Premio Città di Rio Saliceto e Correggio
Il Gran Premio Città di Rio Saliceto e Correggio è stata una corsa in linea di ciclismo su strada che si svolse tra le località di Rio Saliceto e di Correggio, in provincia di Reggio Emilia, dal 1994 e il 2004, nel mese di luglio.
L'edizione più veloce fu quella del 1998, vinta da Federico Colonna, che completò il percorso alla media di 47,656 km/h. Lo stesso corridore è l'unico ad essersi aggiudicato due edizioni della manifestazione.
Il vincitore più giovane è stato Fabian Wegmann (23 anni), mentre il più anziano è stato Fabiano Fontanelli (37 anni).

## Albo d'oro
| Anno | Vincitore          | Secondo            | Terzo                 |
| ---- | ------------------ | ------------------ | --------------------- |
| 1994 | Andrea Tafi        | Mariano Piccoli    | Fabio Roscioli        |
| 1995 | Luca Pavanello     | Roberto Pelliconi  | Ivan Luna             |
| 1996 | Fabrizio Guidi     | Filippo Casagrande | Claudio Camin         |
| 1997 | Federico Colonna   | Fabrizio Guidi     | Marco Zanotti         |
| 1998 | Federico Colonna   | Daniele Contrini   | Gabriele Balducci     |
| 1999 | Giovanni Lombardi  | Alessandro Pozzi   | Adriano Baffi         |
| 2000 | Eddy Serri         | Fabrizio Guidi     | Alessandro Cortinovis |
| 2001 | Andrus Aug         | Nicola Minali      | Enrico Degano         |
| 2002 | Fabiano Fontanelli | Samuel Dumoulin    | Pietro Zucconi        |
| 2003 | Fabian Wegmann     | Gilles Bouvard     | Oscar Pozzi           |
| 2004 | Przemysław Niemiec | Paolo Tiralongo    | Eddy Ratti            |